# Marcel Ewen
Marcel Ewen (* 12. Mai 1982) ist ein luxemburgischer Springreiter.

## Werdegang
Der Landesmeistertitel der Ponyreiter weckte Ewens sportlichen Ehrgeiz.
Mit 16 zog er ins französische Sedan und trainierte im Profistall von Hervé Francart. Nur kurze Zeit später gewann er seine ersten schweren Springen und ritt auf internationalen Turnieren. Daraufhin folgte ein mehrmonatiger Aufenthalt im Stall der brasilianischen Reitsportlegende Nelson Pessoa. Im Anschluss daran trainierte er einen Winter über beim französischen Weltklassereiter Roger-Yves Bost.
Seit 2006 ist Ewen Sportsoldat der Luxemburger Armee und seit 2008 Mitglied des COSL-Elitekaders. 2007 erritt er sich bei der Militärmeisterschaft in Fontainebleau den Vize-Weltmeistertitel und gewann im Team mit seiner Schwester Ketti Ewen und Sarah Pétré die Silbermedaille. Ewen ist mehrmaliger Gewinner des Coupe de Luxembourg.
Im Mai 2011 ritt er beim traditionsreichen Deutschen Springderby in Hamburg-Klein Flottbek mit Orgueil Fontaine auf den dritten Platz. Die Platzierung, wohl eines der sensationellsten Ergebnisse im Luxemburger Reitsport in den letzten Jahrzehnten, brachte ihm zudem 15 Wertungspunkte in der Riders Tour ein.
Drei Jahre später war Marcel Ewen mit Orgoueil Fontaine Teil der ersten luxemburgischen Nationenpreismannschaft sein gut 20 Jahren, die beim CSIO 3* Celje überraschend den slowenischen Nationenpreis gewann. Auch im Jahr 2016 war er mit Orgueil Fontaine wieder Teil luxemburgischer Nationenpreismannschaften (7. Platz beim CSIO 4* Linz und 4. Platz beim CSIO 3*-W Celje), zudem gewann er mit Excenel V das Weltcupspringen von Posen (CSI 3*-W). Beim im Juni 2017 in Roeser ausgerichteten luxemburgischen Nationenpreis wurde er mit der Mannschaft Zweiter, er ritt hier Excenel V.
Im August 2017 vertrat er als Einzelreiter Luxemburg bei den Europameisterschaften in Göteborg. Mit Excenel V kam er auf den 62. Rang.

## Auszeichnungen
- Goldenes Reitabzeichen

## Pferde
- Concept 2 (* 1997), brauner Holsteiner Hengst, Vater: Converto II, Züchter: Otto Peters, zuletzt 2011 im internationalen Sport eingesetzt[7]
- Orgueil Fontaine (* 2002), brauner Selle Français-Hengst, Vater: Elan de la Cour, Muttervater: Orgueil du Donjon, Besitzer: Marcel Ewen[8]
- Océane de Tatihou (* 2002), Selle Français-Fuchsstute, Vater: Mozart des Hayettes, Muttervater: Arpège Pierreville, Besitzer: Marcel Ewen, zuletzt 2015 im internationalen Sport eingesetzt[9]
- Excenel V (* 2004), brauner Belgischer Warmblut-Hengst, Vater: Thunder van de Zuuthoeve, Muttervater: Landetto, bis Anfang 2016 von Camal Rəhimov geritten[10]